# Maáz Kasásba
Maáz Kasásba (arabsky معاذ الكساسبة‎;* 29. května 1988 Kerak, Jordánsko – 3. ledna 2015) byl jordánský vojenský pilot, nadporučík Jordánského královského letectva, který se dne 24. prosince 2014 dostal do zajetí radikálů z Islámského státu.

## Život
Narodil se roku 1988 ve městě Kerak jako jedno z osmi dětí Júsufa Kasásby. V roce 2008 vstoupil do Jordánského královského letectva. Byl nasazen do bojů za vojenské intervence proti Islámskému státu, které se Jordánsko účastnilo. Dne 24. prosince 2014 prováděl na stroji F-16 Fighting Falcon nálet na nepřátelský sklad zbraní u syrského města Rakka, když se jeho letoun zřítil. Bojovníci Islámského státu prohlásili, že zmiňované letadlo sestřelili pomocí tepelně naváděné rakety, avšak americké velení operace toto popřelo. Jordánsko údajně začalo s islamisty jednat o jeho propuštění, ve hře bylo i propuštění islámských radikálů vězněných v Jordánsku. Jordánský král Abdalláh II. navštívil Kasásbovu rodinu a přislíbil, že se zasadí o jeho propuštění. Dne 30. prosince 2014 zveřejnili zástupci Islámského státu na svých internetových stránkách údajný rozhovor s Kasásbou. V něm měl jordánský pilot uvést, že jeho cílem bylo zničit protiletadlové zbraně IS a že byl sestřelen tepelně naváděnou raketou. Dne 3. ledna 2015 byl Maáz Kasásba zavražděn upálením v kovové kleci. Záznam s vraždou byl zveřejněn 3. února téhož roku.
Jako odvetu za tento čin zintenzivnilo Jordánské královské letectvo své útoky proti Islámskému státu v Sýrii.
V lednu 2025 švédská prokuratura oznámila, že z podílu na vraždě Maáze Kasásby je obviněn švédský občan Osama Krayem. Krayem, který se v roce 1992 narodil ve Švédsku, je palestinský imigrant ve druhé generaci. V roce 2022 byl za účast na teroristických útocích v Paříži odsouzen ke třiceti letům vězení. V mládí vystoupil v dokumentu švédské televize, který zobrazoval
úspěšnou integraci dětí imigrantů do švédské společnosti.